# Bistum Saint-Paul-Trois-Châteaux
Das Bistum Saint-Paul-Trois-Châteaux (lateinisch Dioecesis Tricastinensis) ist ein ehemaliges Bistum der römisch-katholischen Kirche in Frankreich. Es war Suffraganbistum des Erzbistums Avignon. 
Das Bistum wurde im 4. Jahrhundert errichtet. Es lag am linken Rhone-Ufer an der Grenze zwischen Dauphiné und Provence. Das Gebiet der Diözese gehörte zum Fürstentum Orange. Für ca. 200 Jahre war es mit dem Bistum Orange vereint, bis es 1113 wieder seine Selbstständigkeit erringen konnte. Der Umfang des Bistums war gering, es umfasste am Beginn des 12. Jahrhunderts ungefähr 30 Pfarreien. Der Bischof war mit dem Machtanspruch der benachbarten Grafen des Valentinois und der Grafen von Toulouse konfrontiert. Graf Raimund VI. von Toulouse belagerte 1202 die Stadt und erzwang vom Bischof den Treueeid. Bischof Geoffroy de Vogüé ließ sich 1214 von Kaiser Friedrich II. seine Lehnsrechte und Privilegien bestätigen. Während des 14. Jahrhunderts unterstellten sich die Bischöfe der Schutzherrschaft der Päpste zu Avignon. Nach der Rückkehr der Päpste nach Rom, schlossen die Bischöfe eine Paréage mit dem französischen König. 
Mit dem Konkordat von 1801 wurde das Bistum Saint-Paul-Trois-Châteaux aufgelöst und zwischen dem Erzbistum Avignon und dem Bistum Valence aufgeteilt.